# Agentprogrammeertaal
Een agentprogrammeertaal (Engels: agent programming language) is een programmeertaal voor softwarematige agenten. Deze programmeertalen bevatten faciliteiten, zoals taalconstructies en/of mechanismen, om het gedrag en de 'mentale toestand' van een agent uit te drukken. Voorbeelden hiervan zijn het specificeren van en redeneren over kennis, geloof en doelen. Agentprogrammeertalen zijn doorgaans gebaseerd op logische formalismen waarin dergelijke concepten geformaliseerd zijn. Het programmeerparadigma waarbij een agentprogrammeertaal wordt gebruikt heet agentgeoriënteerd programmeren.
Veel van deze programmeertalen maken het mogelijk een multi-agentsysteem te implementeren waarbij meerdere agenten samenwerken om iets te bereiken.
De talen bieden een hoger abstractieniveau voor deze concepten dan gangbare talen als Java of C++ waar deze concepten niet ingebouwd zijn. Een agentprogrammeertaal is soms wel geïmplementeerd in een dergelijke taal waardoor agenten, indien gewenst, gebruik kunnen maken van bibliotheken voor die programmeertaal.

## Lijst van agentprogrammeertalen
- 2APL
- 3APL
- AgentSpeak(L)
- AGENT-0
- ConGolog
- MetateM
- PLACA